# Leptalina unicolor
Leptalina unicolor är en fjärilsart som beskrevs av Bremer och William Grey 1853. Leptalina unicolor ingår i släktet Leptalina och familjen tjockhuvuden. Inga underarter finns listade i Catalogue of Life.

## Bildgalleri

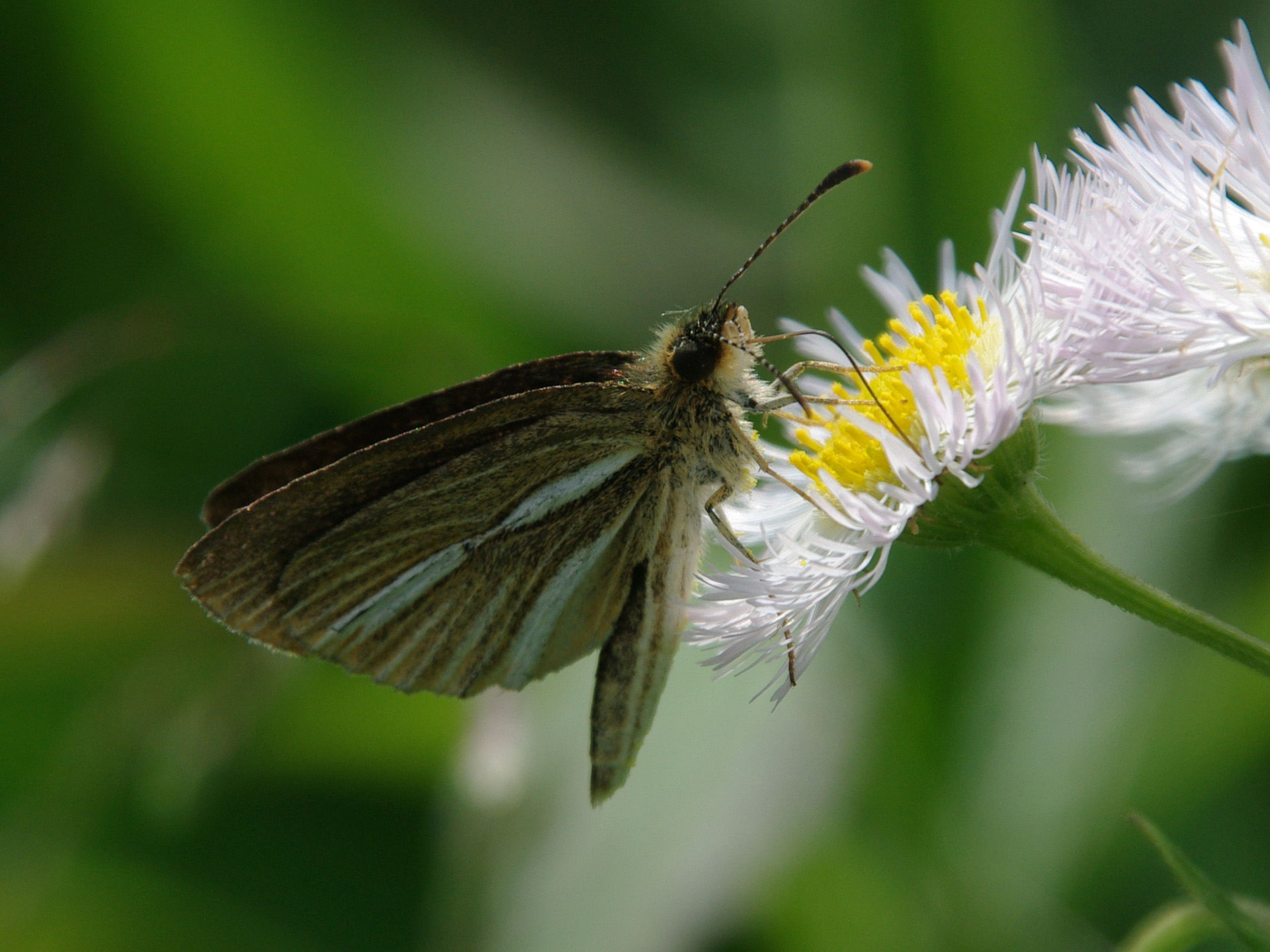